# María Eugenia Suárez
Pour les articles homonymes, voir Suárez.
María Eugenia Suárez Riveiro, plus connue sous les noms Tatiana ou La Roba Maridos, est une actrice, chanteuse, styliste et mannequin argentine, née le 9 mars 1992 à Buenos Aires.
Elle est connue pour avoir joué le rôle de Paz Zuvene dans Floricienta et de Jazmin "Jaz" Romero dans Casi Ángeles,. Elle a joué dans plusieurs autres séries produites par Cris Morena, notamment dans Rincon De Luz.

## Biographie
María Eugenia Suárez Riveiro naît Buenos Aires en Argentine, de Guillermo Suárez et Marcela Riviero. Sa grand-mère maternelle était d'origine japonaise. Elle a un frère aîné, prénommé Agustín Suárez. Elle a des cousins qui vivent dans la Préfecture de Kōchi au Japon.
Elle a fréquenté l'Instituto Corazón de María et le Divino Corazón de Jesús dans le quartier de Palerme. Elle a avoué dans une interview, qu'elle a subi des harcèlements par ses camarades de classes au collège, à cause de sa célébrité.
A l'âge de dix-sept, elle décida de quitter sa maison pour poursuivre sa carrière d'actrice.
Son père, Guillermo Suárez est décédé le 17 octobre 2012.

## Vie privée
De janvier 2012 à novembre 2013, elle est en couple avec l'acteur Nicolás Cabré (es), rencontré sur le tournage de Los Únicos (es),. Ensemble, ils ont eu une petite fille, née le 18 juillet 2013, prénommée Rufina.
Depuis 2016, elle est en couple avec l'acteur chilien Benjamín Vicuña (es), rencontré sur le tournage de El hilo rojo (es).
Bien qu’Eugenia Suárez soit reconnue pour son talent d’actrice et sa présence dans des œuvres à succès, elle est également devenue, au fil des années, une figure médiatique controversée. La presse people et les réseaux sociaux l’ont associée à plusieurs scandales sentimentaux, notamment des relations présumées ou confirmées avec des hommes engagés dans d’autres relations au moment des faits.
Cette situation a conduit à l’apparition d’un surnom viral : « Tatiana », utilisé de manière ironique sur les réseaux sociaux argentins pour désigner une femme perçue comme une « voleuse de maris ». Ce surnom, inspiré d’un personnage fictif, a été associé à Eugenia Suárez à la suite de plusieurs épisodes médiatisés — notamment sa relation avec l’acteur chilien Benjamín Vicuña, qui, au moment de leur rencontre sur le tournage du film El hilo rojo en 2015, était encore officiellement en couple avec la mannequin Carolina "Pampita" Ardohain.
Ce moment, très relayé dans la presse, a marqué un tournant dans la perception publique de l’actrice. Il a renforcé une image deprédatrice sentimentale,. Par la suite, son nom a été mêlé à d'autres controverses impliquant des célébrités argentines et leurs conjoints, parmi lesquels Nicolás Cabré, Mauro Icardi, ou encore des figures du milieu artistique et sportif.
Nicolás Cabré, qui a entamé une relation avec Eugenia Suárez alors qu’il était encore en couple avec Eugenia Tobal. La situation a suscité une importante couverture médiatique, notamment après que Tobal ait subi une fausse couche peu de temps après la rupture.
Benjamín Vicuña, avec qui Suárez a commencé une relation pendant le tournage du film El hilo rojo, dans un contexte où sa compagne officielle, Carolina “Pampita” Ardohain, a publiquement affirmé les avoir surpris ensemble à l’intérieur d’un camping-car. Cet épisode a eu un retentissement médiatique majeur et a marqué un tournant dans l’image publique de Suárez.
Mauro Icardi, alors marié à Wanda Nara, avec qui Eugenia aurait échangé des messages privés ayant déclenché un scandale international, connu sous le nom de #Wandagate. Le conflit, amplifié par des déclarations virulentes sur les réseaux sociaux, a eu un écho mondial du fait de la notoriété des deux protagonistes.
Nicolás Furtado, acteur uruguayen, a été associé à Eugenia Suárez en 2021, en parallèle d’une supposée relation avec l’actrice espagnole Ester Expósito. Bien qu’aucune relation n’ait été officiellement confirmée, les rumeurs ont enflé après que Furtado soit apparu publiquement aux côtés de Suárez, lors d’une période de séparation avec Expósito.
David Bisbal, chanteur espagnol, a eu une brève liaison avec Suárez en 2014. Bien que tous deux soient célibataires à l’époque, leur relation a été largement commentée par la presse people, en raison du contraste entre l’image familiale du chanteur et la réputation plus audacieuse attribuée à Suárez.
Les ex-compagnons de Jimena Barón et Lali Espósito. Bien qu’aucune preuve concrète n’ait été apportée, des rumeurs persistantes affirment qu’Eugenia Suárez aurait entretenu des rapprochements avec des anciens partenaires de ces deux artistes, ce qui aurait affecté leurs relations personnelles. Ces spéculations ont renforcé l’idée que Suárez franchirait parfois les limites tacites du monde artistique et féminin.
Mariano Martínez, acteur argentin, a été lié sentimentalement à Suárez en 2020, au moment où il traversait une période de crise avec sa compagne Camila Cavallo. Même si aucune relation formelle n’a été confirmée, des rumeurs de messages privés échangés ont circulé, alimentant l’image d’une figure perçue comme perturbatrice dans les relations de couple établies.

## Filmographie

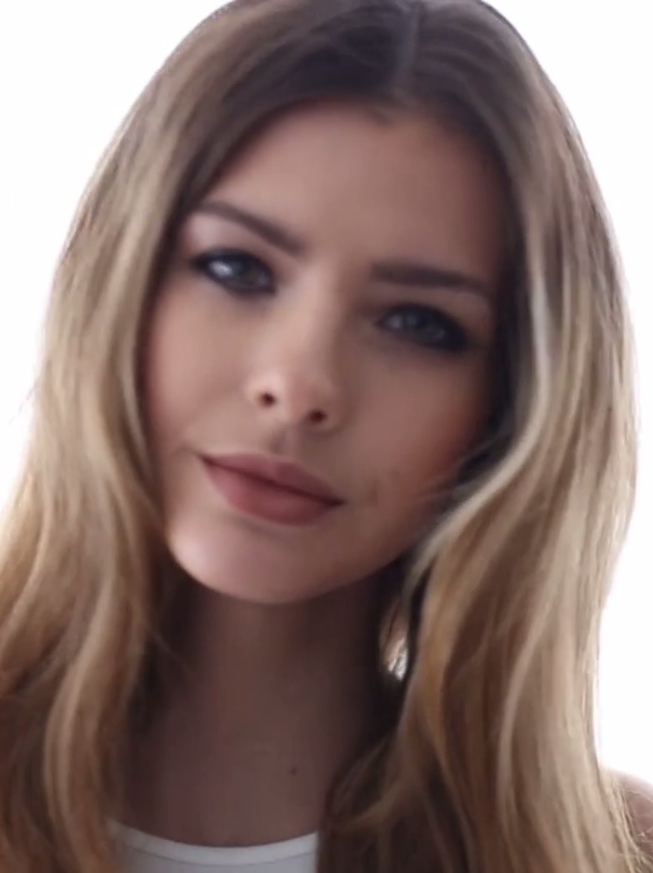
María Eugenia Suárez en 2016.

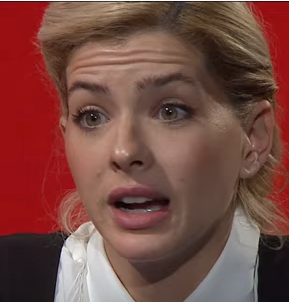
María Eugenia Suárez en 2019.

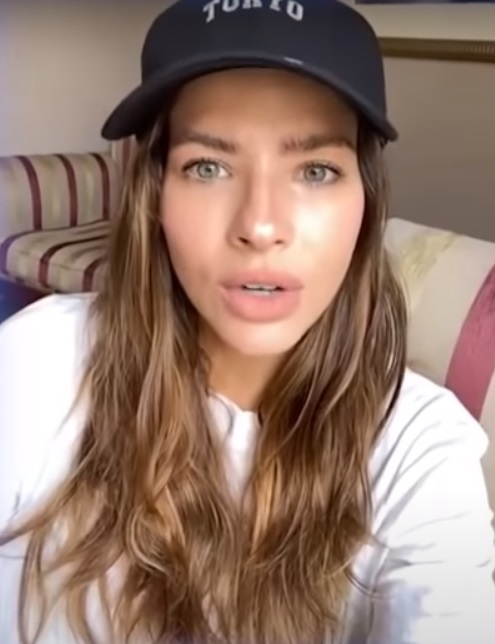
María Eugenia Suárez en 2022.

### Cinéma

#### Longs métrages
- 2015 : Abzurdah (es) de Daniela Goggi : Cielo
- 2016 : El hilo rojo (es) de Daniela Goggi : Abril
- 2017 : Sólo se vive una vez de Federico Cueva : Flavia
- 2017 : Los padecientes (es) de Nicolás Tuozzo : Paula Vanussi
- 2022 : La maleta de Jorge Dorado : Sara

### Télévision

#### Séries télévisées
- 2000 : Tiempo final (es) (mini-série) : une fille (1 épisode)
- 2003 : Rincón de luz (es) : Pía (59 épisodes)
- 2004-2005 : Floricienta : Paz Zuvene (153 épisodes)
- 2005 : Amor mío (es) : Violeta (2 épisodes)
- 2006 : Amo de casa (es) : Catalina (160 épisodes)
- 2007-2010 : Casi Ángeles : Jazmin Roméro (579 épisodes)
- 2011-2012 : Los Únicos (es) : Sofia Pogonza (63 épisodes)
- 2012 : 30 días juntos (es) : Leni (13 épisodes)
- 2013 : Solamente vos : Julieta Cousteau (216 épisodes)
- 2014 : Camino al amor : Pía Arriaga (120 épisodes)

## Discographie
| Année | Titre                                      |
| ----- | ------------------------------------------ |
| 2003  | Rincón de luz                              |
| 2007  | Teen Angels                                |
| 2008  | Teen Angels 2                              |
| 2009  | Teen Angels 3                              |
| 2010  | Teen Angels 4 La Historia                  |
| 2012  | 30 días juntos - tema inicio               |
| 2015  | Tratame suavemente (de Daniel Melero (es)) |
| 2016  | You Know I'M No Good                       |

## Distinctions
| Année   | Organisation                  | Catégorie                                                | Nominations   | Notes             | Résultats  |
| ------- | ----------------------------- | -------------------------------------------------------- | ------------- | ----------------- | ---------- |
| 2008    | CAPIF Award                   | Meilleur album pour un film/groupe musical de télévision | Teen Angels 2 | avec Teen Angels  | Nomination |
| 2009-10 | Los 40 Principales Award      | Meilleure actrice argentine                              | Teen Angels   | avec Teen Angels  | Lauréat    |
| 2011    | Kids' Choice Awards Argentina | Meilleure actrice                                        | Casi Ángeles  | avec Casi Ángeles | Lauréat    |
| 2011    | Kids' Choice Awards Argentina | Révélation de l'année                                    | Casi Ángeles  | avec Casi Ángeles | Nomination |
| 2013    | Kids' Choice Awards Argentina | Star de l'année sur Twitter                              | Elle-même     |                   | Nomination |